# Лејвер куп 2021.
Лејвер куп 2021. је четврто издање тениског такмичења за мушкарце између тима састављеног од играча из Европе и тима састављеног од играча из остатка света. Одржано је од 24. до 26. септембра 2021. године у дворани ТД гарден у Бостону, Масачусетс.
Оригинално предвиђено за септембар 2020. године, такмичење је одложено због пандемије коронавируса и преклапања са Отвореним првенством Француске у тенису 2020. године.
Капитени тимова остали су исти у односу на претходно такмичење: Бјерн Борг као капитен Тима Европе и Џон Мекинро као капитен Тима Света.
Тим Европе освојио је титулу убедљивом победом 14–1. Ово је четврта узастопна титула Тима Европе.

## Селекција играча
Дана 28. фебруара 2020. године, Роџер Федерер је био први играч који је потврдио учешће на турниру, али се повукао због операције колена у августу 2021. Рафаел Надал се такође повукао, али због повреде стопала, док се Новак Ђоковић повукао са турнира због густог распореда. Новембра 2020, Доминик Тим је најавио учешће на турниру, али се повукао због повреде током августа 2021. Матео Беретини је постао први потврђени учесник за Тим Европе у јулу 2021. Денис Шаповалов, Феликс Оже-Алијасим и Дијего Шварцман свој наступ за Тим Света потврдили су 21. јула 2021. Олимпијски шампион из Токија, Александар Зверев најављен је као учесник 13. августа 2021. године. Следећег дана учешће је потврдио и Данил Медведев. Своје последње учеснике Тим Европе је објавио 18. августа 2021. Уз Беретинија, Зверева и Медведева, за тим Европе наступиће Стефанос Циципас, Андреј Рубљов и Каспер Руд. Дан касније, Џон Мекинро је за свој тим одабрао Рајлија Опелку, Џона Изнера и Ника Кирјоса.

## Учесници
| Тим Европе                 | Тим Европе |
| -------------------------- | ---------- |
| Капитен: Бјерн Борг        |            |
| Вицекапитен: Томас Енквист |            |
| Играч                      | Пласман    |
| Данил Медведев             | 2          |
| Стефанос Циципас           | 3          |
| Александар Зверев          | 4          |
| Андреј Рубљов              | 5          |
| Матео Беретини             | 7          |
| Каспер Руд                 | 10         |
| Фелисијано Лопез (замена)  | 110        |

| Тим Света                   | Тим Света |
| --------------------------- | --------- |
| Капитен: Џон Мекинро        |           |
| Вицекапитен: Патрик Мекинро |           |
| Играч                       | Пласман   |
| Феликс Оже-Алијасим         | 11        |
| Денис Шаповалов             | 12        |
| Дијего Шварцман             | 15        |
| Рајли Опелка                | 19        |
| Џон Изнер                   | 22        |
| Ник Кирјос                  | 95        |
| Џек Сок (замена)            | 164       |

- Пласман са АТП листе у појединачној конкуренцији на дан 20. септембар 2021.

## Мечеви
Свака победа првог дана такмичења рачуна се као 1 поен за екипу играча који је победио. Другог дана такмичења, победа се рачуна као 2 поена, а трећег као 3 поена. Први тим који освоји 13 поена побеђује. Свакога дана се играју по 4 меча: 3 у сингл и 1 у дубл конкуренцији. Како је у прва два дана такмичења максимална предност за један тим 12-0, победник не може бити одлучен пре последњег дана такмичења.
| Дан / Поена | Датум   | Тип меча | Tим Европе            | Tим Света               | Резултат                   | Број поена тима након меча |
| ----------- | ------- | -------- | --------------------- | ----------------------- | -------------------------- | -------------------------- |
| 1           | 24. сеп | Сингл    | Каспер Руд            | Рајли Опелка            | 6–3, 7–6(7–4)              | 1–0                        |
| 1           | 24. сеп | Сингл    | Матео Беретини        | Феликс Оже-Алијасим     | 6–7(3–7), 7–5, [10–8]      | 2–0                        |
| 1           | 24. сеп | Сингл    | Андреј Рубљов         | Дијего Шварцман         | 4–6, 6–3, [11–9]           | 3–0                        |
| 1           | 24. сеп | Дубл     | Беретини / Зверев     | Изнер / Шаповалов       | 6–4, 6–7(2–7), [1–10]      | 3–1                        |
| 2           | 25. сеп | Сингл    | Стефанос Циципас      | Ник Кирјос              | 6–3, 6–4                   | 5–1                        |
| 2           | 25. сеп | Сингл    | Александар Зверев     | Џон Изнер               | 7–6(7–5), 6–7(6–8), [10–5] | 7–1                        |
| 2           | 25. сеп | Сингл    | Данил Медведев        | Денис Шаповалов         | 6–4, 6–0                   | 9–1                        |
| 2           | 25. сеп | Дубл     | Рубљов / Циципас      | Изнер / Кирјос          | 6–7(8–10), 6–3, [10–4]     | 11–1                       |
| 3           | 26. сеп | Дубл     | Рубљов / Зверев       | Опелка / Шаповалов      | 6–2 , 6–7(4–7), [10–3]     | 14–1                       |
| 3           | 26. сеп | Сингл    | Александар Зверев     | Феликс Оже-Алијасим     | није играно                | није играно                |
| 3           | 26. сеп | Сингл    | Данил Медведев        | Дијего Шварцман         | није играно                | није играно                |
| 3           | 26. сеп | Сингл    | Стефанос Циципас      | Џон Изнер               | није играно                | није играно                |
| 3           | 26. сеп | Дубл◆    | Медведев / Каспер Руд | Оже-Алијасим / Шварцман | 3–6, 3–6                   | 3–6, 3–6                   |

◆ егзибициони меч

### Ток такмичења
Уводни меч четвртог издања Лејвер купа играли су Каспер Руд из Норвешке за Европу и Рајли Опелка из Сједињених Држава за Свет. Руд је славио у два сета. Преостала два сингл меча првог дана такође су добили Европљани: у два неизвесна меча прво је Италијан Беретини био бољи од Канађанина Оже-Алијасима са 2-1, а истим резултатом славио је Рус Андреј Рубљов против Дијега Шварцмана из Аргентине. Последњи меч првог дана такмичења играли су Беретини и Александар Зверев за Тим Европе против Џона Изнера и Дениса Шаповалова за Тим Света. Америчко-канадски дубл је био бољи од италијанско-немачке комбинације. Зверев и Изнер су по четврти пут наступили на исто толико одржаних такмичења. Тим Европе после првог дана водио је са 3–1.
Другог дана такмичења свака победа доноси по 2 поена за победничког представника. Стефанос Циципас је славио против Ника Кириоса са 2-0. Кириосу је ово било четврто учешће на Лејвер купу, чиме се изједначио са Зверевим и Изнером на вечној листи. Александар Зверев је био бољи од Џона Изнера у неизвесном мечу, 2-1. Руски представник и освајач УС Опена за 2021, Данил Медведев, лако је победио Дениса Шаповалова. У мечу парова, за европски дубл наступили су Циципас и Рубљов, а за светски Изнер и Кириос. Победом у том мечу, Тим Европе је другог дана такмичења остварио све четири победе и освојио укупно 8 поена, увећавши своје водство на 11–1. Тиму Европе је била потребна само једна победа у наредна четири меча како би четврти пут заредом освојили Лејвер куп.
Последњег дана такмичења одигран је само један меч. Пар Рубљов/Зверев био је бољи од Опелке и Шаповалова у три сета. Александар Зверев је трећи пут заредом донео одлучујуће поене за Европу. Победом у дублу, Тим Европе је дошао до недостижне предности: 14–1.
Након доделе трофеја победничком тиму одигран је егзибициони дубл меч између Данила Медведева и Каспера Руда за Тим Европе и Феликса Оже-Алијасима и Дијега Шварцмана за Тим Света. Тим Света је славио са 6–3, 6–3.

## Статистика играча
| Играч               | Тим    | Држава                    | Мечева | Победа–пораз | Победа–пораз | Победа–пораз | Поена | Поена | Поена  |
| Играч               | Тим    | Држава                    | Мечева | Сингл        | Дубл         | Укупно       | Сингл | Дубл  | Укупно |
| ------------------- | ------ | ------------------------- | ------ | ------------ | ------------ | ------------ | ----- | ----- | ------ |
| Феликс Оже-Алијасим | Свет   | Канада                    | 1      | 0–1          | 0–0          | 0–1          | 0–1   | 0–0   | 0–1    |
| Матео Беретини      | Европа | Италија                   | 2      | 1–0          | 0–1          | 1–1          | 1–0   | 0–1   | 1–1    |
| Џон Изнер           | Свет   | Сједињене Америчке Државе | 3      | 0–1          | 1–1          | 1–2          | 0–2   | 1–2   | 1–4    |
| Ник Кириос          | Свет   | Аустралија                | 2      | 0–1          | 0–1          | 0–2          | 0–2   | 0–2   | 0–4    |
| Данил Медведев      | Европа | Русија                    | 1      | 1–0          | 0–0          | 1–0          | 2–0   | 0–0   | 2–0    |
| Рајли Опелка        | Свет   | Сједињене Америчке Државе | 2      | 0–1          | 0–1          | 0–2          | 0–1   | 0–3   | 0–4    |
| Андреј Рубљов       | Европа | Русија                    | 3      | 1–0          | 2–0          | 3–0          | 1–0   | 5–0   | 6–0    |
| Каспер Руд          | Европа | Норвешка                  | 1      | 1–0          | 0–0          | 1–0          | 1–0   | 0–0   | 1–0    |
| Дијего Шварцман     | Свет   | Аргентина                 | 1      | 0–1          | 0–0          | 0–1          | 0–1   | 0–0   | 0–1    |
| Денис Шаповалов     | Свет   | Канада                    | 3      | 0–1          | 1–1          | 1–2          | 0–2   | 1–3   | 1–5    |
| Стефанос Циципас    | Европа | Грчка                     | 2      | 1–0          | 1–0          | 2–0          | 2–0   | 2–0   | 4–0    |
| Александар Зверев   | Европа | Њемачка                   | 3      | 1–0          | 1–1          | 2–1          | 2–0   | 3–1   | 5–1    |

Највише поена за Тим Европе донео је Андреј Рубљов: из три одиграна меча донео је 3 победе и 6 поена. Једини поен за Тим Света донели су Џон Изнер и Денис Шаповалов победом у дублу првог дана такмичења.

## Контроверзе
Након првог одиграног дубла, Тим Света је убележио своје први поен на Лејвер купу 2021. Александар Зверев је гласно прокоментарисао, а Џон Мекинро чуо како је то "последњи поен који ће освојити". Након што је револтирани Мекинро пренео својим изабраницима шта је Зверев изјавио, остали учесници су прилично бурно реаговали. Рајли Опелка је потом рекао "да је Зверев такође рекао да је невино оптужен", алудирајући на судски спор који Зверев води са својом бившом девојком, Олгом Шариповом.